# We’re Going to Ibiza
«We’re Going to Ibiza!» — песня голландской евроденс-группы The Vengaboys. Выпущена в августе 1999 года как шестой и последний сингл с The Party Album. Основанная на поп-регги-хите номер один 1975 года Barbados от «Typically Tropical», песня заняла первое место на британском чарте синглов в сентябре 1999 года, став вторым и последним синглом номер один в исполнении Vengaboys. За пределами Великобритании песня также заняла первое место в родных для группы Нидерландах и вошла в пятерку лучших во фламандской Бельгии, Норвегии и Швеции.

## Содержание
Песня примечательна произношением «Ибица», как /ɪˈbiːtsə/ вокалистами, которое является необычным для английского языка, но типичным для групп, исполняющих материал на голландском языке.

## Популярность в Австрии
После скандала, разразившегося в мае 2019 года в связи с делом на Ибице, которое привело к отставке вице-канцлера Австрии Хайнца-Кристиана Штрахе, демонстранты в Вене использовали эту песню в качестве песни протеста. Как следствие, песня снова стала настолько популярной, что ей удалось повторно войти в австрийские чарты и в итоге возглавить их.

## Музыкальное видео
В видео показаны члены Vengaboys, изображенные как анимированных персонажей, путешествующие на Ибицу, проезжая мимо многих мест, включая Рим и Москву. Видеоряд начинается со сцены в мэрии Торонто. Присутствует фрагмент из Белого дома (Вашингтон, округ Колумбия), демонстрирующий инцидент Клинтона-Левински . Фрагмент начинается с 1:40 и длится около 4 секунд.

## Трек-листы
CD сингл
1. «We’re Going to Ibiza!» (Hit Radio Mix) — 3:39
2. «We Like to Party!» (Jason Nevins Club Mix) — 7:00

Макси сингл
1. «We’re Going to Ibiza!» (Hit Radio Mix) — 3:39
2. «We’re Going to Ibiza!» (DJ Peran Remix) — 6:44
3. «We Like to Party!» (Jason Nevins Club Mix) — 7:00
4. «We Like to Party!» (Tin Tin Out Remix) — 6:47
5. «We Like to Party!» (Klubbheads Remix) — 6:06
6. «We Like to Party!» (Jason Nevins Dub Mix) — 5:49

Австралийский макси-сингл
1. «We’re Going to Ibiza!» (Hit Radio Mix) 3:40
2. «We’re Going to Ibiza!» (Hit Club Airplay) 3:25
3. «We’re Going to Ibiza!» (DJ Peran Remix) 6:44
4. «We’re Going to Ibiza!» (Hit Club Extended Remix) 5:08
5. «Paradise» (DJ Jam X & De Leon’s DuMonde Mix) 8:38
6. «We’re Going to Ibiza!» (Video)

Другие ремиксы
1. «We’re Going to Ibiza!» (Beach Radio Mix)
2. «We’re Going to Ibiza!» (Beach Extended Mix) 5:22